# هدر مک‌دونالد
هدر مک‌دونالد (به انگلیسی: Heather McDonald) (زاده ۱۴ ژوئن ۱۹۷۰) بازیگر آمریکایی است. از فیلم‌های معروف او می‌توان به بازی در فیلم دختران سفیدپوست اشاره کرد.